# Cordillera de Guanacaste

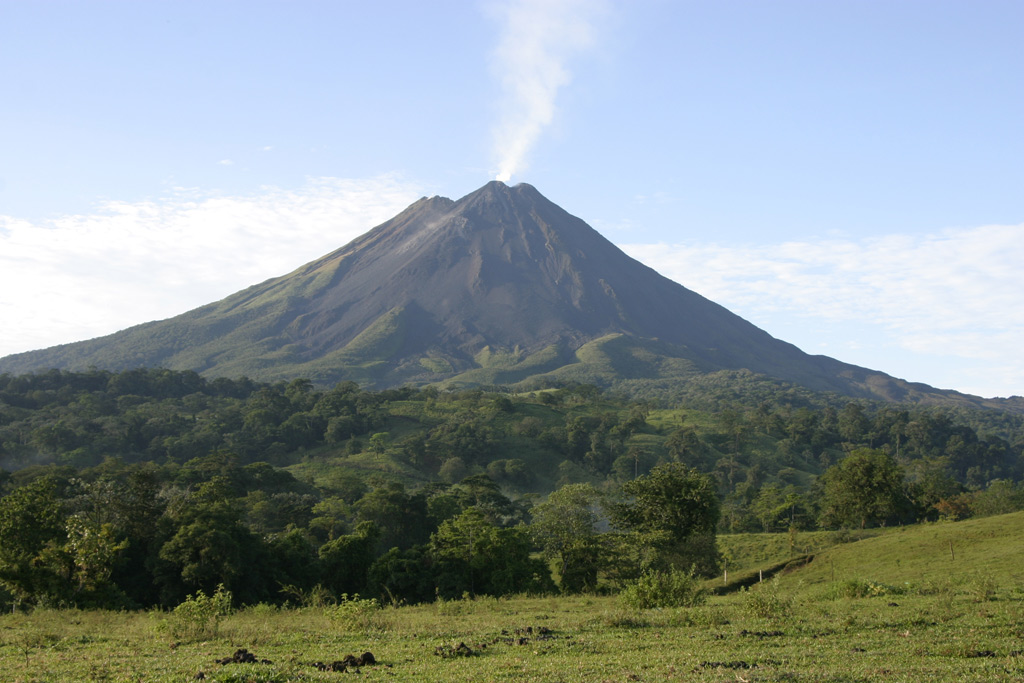
El volcà Arenal cim destacat de la Cordillera de Guanacaste

La Cordillera de Guanacaste és una serralada volcànica configurada per una sèrie d'edificis volcànics al nord de Costa Rica. S'estén des del cerro de el Hacha i el volcà Orosí, prop de la frontera amb Nicaragua, fins a la depressió del volcà Arenal. És una de les cadenes muntanyoses més antigues de Costa Rica, remuntant fins a finals del Plistocè del període Terciari del Cenozoic.
Es divideix en dues seccions:
- La Cordillera Volcánica, formada per una sèrie d'edificis volcànics que comencen amb el volcà Orosí i acaba amb el volcà Arenal.
- La Sierra de Tilarán, situada entre les depressions de l'Arenal i Tapezco. En aquesta es troben el volcà Chato i el volcà Arenal, que formen una unitat de relleu independent.

És divisòria d'aigües de la part nord-oriental del país, separant la província de Guanacaste de les planes de la regió nord, per la qual cosa contribueix a establir els climes d'aquestes regions, en detenir els vents alisis: sec cap a l'oest i més plujós cap al Carib. Les seves muntanyes són en general de baixa altitud, en la qual destaquen com a punts culminants el volcà Tenorio (1.916 m), el turó Montezuma, el de la Garganta i el volcà Miravalles (2.028 m). La majoria dels cons volcànics estan inactius, exceptuant el volcà Rincón de la Vieja. A la serralada neixen rius que aboquen les seves aigües cap al mar Carib (Guacalito i Zapote) i cap a l'oceà Pacífic (Blanco, Tenorio, Martirio, Corobiá i San Lorenzo).
La serralada volcànica de Guanacaste posseeix gran importància econòmica per al país. Els volcans actius, com el Rincón de la Vieja i l'Arenal, són font d'atracció ecoturística. Alberga àrees de gran valor ecològic, el que ha determinat la creació de diversos parcs nacionals, com el Parc Nacional Rincón de la Vieja, el Parc Nacional Arenal, el Parc Nacional Volcán Miravalles, el Parc Nacional Guanacaste i el Parc Nacional Volcán Tenorio. La caldera volcànica Guayabo, al volcà Miravalles, afavoreix l'explotació d'energia geotèrmica (es troben en explotació les de Los Hornillos i Las Palmas).